# Fiat 665NM protetto
A Fiat 665NM protetto (védett) vagy scudato (páncélozott) egy gumikerekes páncélozott szállító jármű volt, melyet Olaszországban gyártottak és bevetésre került a második világháború alatt az Olasz Királyi Hadsereg, az Olasz Szocialista Köztársaság hadereje és a Wehrmacht által.

## Történet

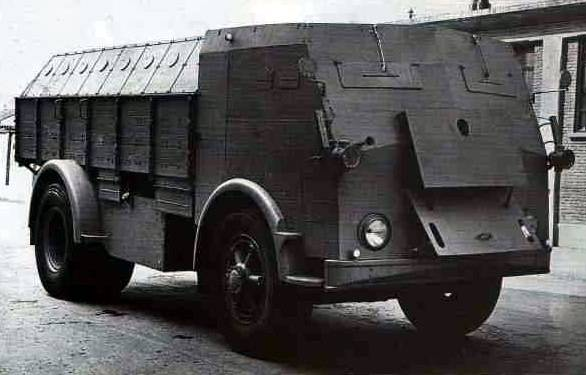
A járművezető és a parancsnok teljesen páncélozott fülkéje

A járművet 1942-ben fejlesztette ki az Arsenale Regio Esercito di Torino a Fiat Veicoli Industrialival együttműködve a katonai vezérkar megrendelésére. A vezérkar az Afrikában szolgáló katonái számára igényelt egy páncélozott szállító járművet. A 300 megrendelt példányból az 1943-as olasz átállásig és a gyártás beszüntetéséig 110 darabot adtak át. Afrikába egyetlen darabot sem juttattak, ehelyett a 154. „Murge” gyalogoshadosztály és a 13. „Re” gyalogoshadosztály kapott a járművekből, valamint a Balkánon is szolgálatot teljesítettek, ahol a partizánok ellen harcoló erők vették őket igénybe. Az olasz átállás után mind az Olasz Szocialista Köztársaság erői, mind a megszálló Wehrmacht csapatok tovább használták a típust.
A páncélozott teherautó, habár páncélzata csak a kézifegyverek tüzének állt ellen, jól bevált a megszállt területek szolgáló alakulatoknál és rendőrségi egységeknél is.

## Leírás

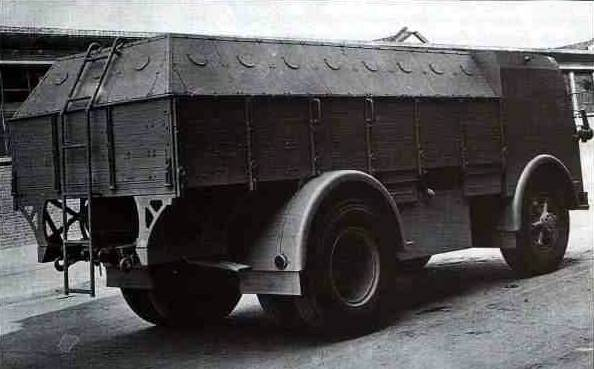
Hátulnézet

A jármű a Fiat 666 nehéz teherautó dízel-üzemű, összkerékhajtású változatán, a Fiat 665 teherautón alapul. Mechanikailag a teherautó változatlan maradt, a módosítások között szerepel a 7,5 mm vastag acéllemezek felszerelése, amely a kézifegyverek tüze ellen jelent védelmet. A vezető ülése teljesen páncélozott, a vízhűtő ajtaját nyitható páncéllemezre cserélték, a szélvédőt is acéllemezre cserélték, melyen kémlelőnyílásokat helyeztek el a vezető és a parancsnok számára. A plató fából készült oldalfalait megtartották, azokat belülről borították be acéllemezekkel, a felső felépítményt pedig döntött acéllemezekből szerkesztették meg, ezeken oldalanként nyolc, hátul pedig két darab lőréssel látták el. A hátsó felépítmény felül nyitott, a jármű hátulján lévő létrával lehet bejutni. Hátul 20 fő számára van elegendő hely, akik az oldalfalak mentén beépített padokon ülhetnek. Az üzemanyagtartályt is páncélzattal burkolták.
A bent helyet foglaló gyalogos katonák személyi fegyverein kívül, amivel a nyílásokon keresztül tüzelhettek, minden páncélautót elláttak még egy darab 8 mm-es Breda 30 könnyű géppuskával is.

## Fordítás
Ez a szócikk részben vagy egészben  a   Fiat 665NM protetto című angol Wikipédia-szócikk ezen változatának fordításán alapul.  Az eredeti cikk szerkesztőit annak laptörténete sorolja fel. Ez a jelzés csupán a megfogalmazás eredetét és a szerzői jogokat jelzi, nem szolgál a cikkben szereplő információk forrásmegjelöléseként.